# Ixora betongensis
Ixora betongensis är en måreväxtart som beskrevs av William Grant Craib. Ixora betongensis ingår i släktet Ixora och familjen måreväxter. Inga underarter finns listade i Catalogue of Life.